# Twinkle (chanteuse)
Twinkle, nom de scène de Lynn Annette Ripley (née le 15 juillet 1948 à Surbiton, morte le 21 mai 2015 à l'île de Wight) est une chanteuse anglaise.

## Carrière
Née dans une famille aisée, Ripley reçoit le surnom de Twinkle ; elle est la tante de l'actrice Fay Ripley. Elle est élève du Queen's Gate School avec Camilla, duchesse de Cornouailles.
Twinkle doit son entrée rapide en studio d'enregistrement à l'âge de 16 ans à son petit ami Dec Cluskey, du groupe vocal populaire The Bachelors, qui lui fut présenté par sa sœur, la journaliste musicale Dawn James, et qui transmet à son manager une démo enregistré par le père de Twinkle. La chanson Terry est une chanson tragique pour adolescents sur la mort d'un petit ami dans un accident de moto. Big Jim Sullivan, Jimmy Page et Bobby Graham font partie des musiciens de session qui jouent sur l'enregistrement, une ambiance sombre avec des chœurs lugubres, un orgue effrayant, une guitare à 12 cordes et un rythme lent et emphatique arrangé par Phil Coulter. Le disque est un succès, en dépit du refus de la diffusion de la BBC.
Le disque suivant, Golden Lights, est aussi écrit par Twinkle, avec une face B à nouveau par le producteur Tommy Scott. À ce moment-là, Cluskey est son ex-petit ami : Twinkle sort avec Peter Noone en 1965. Les paroles expriment la désillusion vis-à-vis de l'industrie de la pop : son EP A Lonely Singing Doll, la version anglaise de la chanson gagnante du concours Eurovision de la chanson 1965 Poupée de cire, poupée de son, revient sur un thème similaire à Golden Lights. Twinkle a fait peu d'apparitions mais interprète Terry lors du concert annuel de New Musical Express. Après avoir enregistré six singles pour Decca Records, elle se retire à l'âge de dix-huit ans en 1966.
En 1969, elle enregistre un single Micky, dont elle est l'auteur-compositeur dans le style de la Motown, et Darby & Joan, tous deux produits par Mike d'Abo pour le label Instant. L'enregistrement disparaît, le single n'est pas publié. Sans label, travaillant dans la musique pour la publicité, elle enregistre une suite de chansons inspirées de sa relation avec Micky, l'acteur et mannequin Michael Hannah, mort dans un accident d'avion en 1974. En 1972, elle épouse l'acteur-mannequin Graham Rogers, qui a joué dans les publicités pour le chocolat Milk Tray ; ils ont deux enfants, Michael et Amber. Ses enregistrements ultérieurs apparaissent sous le nom de Twinkle Ripley. Elle enregistre un single en 1975, Smoochie avec son père, Sidney Ripley qui prend le nom de Bill & Coo.
Dans les années 1980, Golden Lights est repris par The Smiths et apparaît sur les compilations The World Won’t Listen et Louder Than Bombs tandis qu'en 1983, Cindy & The Saffrons reprennent Terry. Terry est reprise par Mandy Smith en 1987, mais sa version très médiatisée est retirée de la sortie après des commentaires négatifs. Elle est ensuite publiée sur une édition spéciale de son album, Mandy.
Des portraits publicitaires photographiques de Twinkle pris au milieu des années 1960 sont exposés à la National Portrait Gallery.
Le 21 mai 2015, Twinkle meurt à 66 ans sur l'île de Wight, après une bataille de cinq ans contre le cancer du foie.

## Discographie
Singles
pour Decca Records
- Terry (Twinkle) / The Boy of My Dreams (Tommy Scott) (1964)
- Golden Lights (Twinkle) / Ain't Nobody Home but Me (Tommy Scott) (1965)
- Tommy (Chip Taylor,Ted Daryll) / So Sad (Tommy Scott) (1965)
- Poor Old Johnny (Twinkle) / I Need Your Hand in Mine (Tommy Scott) (1965)
- The End of the World (Arthur Kent et Sylvia Dee) / Take Me to the Dance (Tommy Scott) (1965)
- What Am I Doing Here with You? (P. F. Sloan, Steve Barri) / Now I Have You (Tommy Scott) (1966)

pour Instant Records
- Micky (Twinkle) / Darby and Joan (Twinkle) (1969)

pour Bradleys Records, sous le nom de Twinkle Ripley
- Days (Twinkle Ripley) / Caroline (Twinkle Ripley) (1974)

pour Bradleys Records, sous le duo Bill & Coo
- Smoochie (Jim Jim) / I Always Love You (Jim Jim) (1975)

pour EMI Records, sous le nom de Twinkle
- I'm a Believer (Neil Diamond) / For Sale (Twinkle Ripley & Simon Darlow) (1982)

EP
- Lonely Singing Doll (Decca, DFE 8621, 1965) A Lonely Singing Doll (Serge Gainsbourg, Tommy Scott, Bill Martin), Unhappy Boy (Twinkle), Ain't Nobody Home But Me (Tommy Scott) et Golden Lights (Twinkle)